# Pachydactylus
Genre
Pachydactylus est un genre de gecko de la famille des Gekkonidae.

## Répartition
Les 54 espèces de ce genre se rencontrent en Afrique australe.

## Liste des espèces
Selon The Reptile Database (30 décembre 2015) :
- Pachydactylus acuminatus FitzSimons, 1941
- Pachydactylus affinis Boulenger, 1896
- Pachydactylus amoenus Werner, 1910
- Pachydactylus atorquatus Bauer, Barts & Hulbert, 2006
- Pachydactylus austeni Hewitt, 1923
- Pachydactylus barnardi FitzSimons, 1941
- Pachydactylus bicolor Hewitt, 1926
- Pachydactylus boehmei Bauer, 2010
- Pachydactylus capensis (Smith, 1846)
- Pachydactylus caraculicus FitzSimons, 1959
- Pachydactylus carinatus Bauer, Lamb & Branch, 2006
- Pachydactylus etultra Branch, Bauer, Jackman & Heinicke, 2011
- Pachydactylus fasciatus Boulenger, 1888
- Pachydactylus formosus Smith, 1849
- Pachydactylus gaiasensis Steyn & Mitchell, 1967
- Pachydactylus geitje (Sparrman, 1778)
- Pachydactylus goodi Bauer, Lamb & Branch, 2006
- Pachydactylus griffini Bauer, Lamb & Branch, 2006
- Pachydactylus haackei Branch, Bauer & Good, 1996
- Pachydactylus katanganus De Witte, 1953
- Pachydactylus kladaroderma Branch, Bauer & Good, 1996
- Pachydactylus kobosensis FitzSimons, 1938
- Pachydactylus labialis FitzSimons, 1938
- Pachydactylus laevigatus Fischer, 1888
- Pachydactylus maculatus Gray, 1845
- Pachydactylus maraisi Heinicke, Adderly, Bauer & Jackman, 2011
- Pachydactylus mariquensis Smith, 1849
- Pachydactylus mclachlani Bauer, Lamb & Branch, 2006
- Pachydactylus monicae Bauer, Lamb & Branch, 2006
- Pachydactylus montanus Methuen & Hewitt, 1914
- Pachydactylus namaquensis (Sclater, 1898)
- Pachydactylus oculatus Hewitt, 1927
- Pachydactylus oreophilus McLachlan & Spence, 1967
- Pachydactylus oshaughnessyi Boulenger, 1885
- Pachydactylus otaviensis Bauer, Lamb & Branch, 2006
- Pachydactylus parascutatus Bauer, Lamb & Branch, 2002
- Pachydactylus punctatus Peters, 1854
- Pachydactylus purcelli Boulenger, 1910
- Pachydactylus rangei (Andersson, 1908)
- Pachydactylus reconditus Bauer, Lamb & Branch, 2006
- Pachydactylus robertsi FitzSimons, 1938
- Pachydactylus rugosus Smith, 1849
- Pachydactylus sansteynae Steyn & Mitchell, 1967
- Pachydactylus scherzi Mertens, 1954
- Pachydactylus scutatus Hewitt, 1927
- Pachydactylus serval Werner, 1910
- Pachydactylus tigrinus Van Dam, 1921
- Pachydactylus tsodiloensis Haacke, 1966
- Pachydactylus vansoni FitzSimons, 1933
- Pachydactylus vanzyli (Steyn & Haacke, 1966)
- Pachydactylus visseri Bauer, Lamb & Branch, 2006
- Pachydactylus waterbergensis Bauer & Lamb, 2003
- Pachydactylus weberi Roux, 1907
- Pachydactylus werneri Hewitt, 1935

## Publication originale
- Wiegmann, 1834 : Herpetologia mexicana, seu Descriptio amphibiorum Novae Hispaniae quae itineribus comitis De Sack, Ferdinandi Deppe et Chr. Guil. Schiede in Museum zoologicum Berolinense pervenerunt. Pars prima saurorum species amplectens, adjecto systematis saurorum prodromo, additisque multis in hunc amphibiorum ordinem observationibus. Lüderitz, Berlin, p. 1-54 (texte intégral).